# 철인왕후 (드라마)
《철인왕후》는 2020년 12월 12일부터 2021년 2월 14일까지 방송한 tvN 토일 드라마이다.

## 등장 인물

### 주요 인물
- 신혜선: 김소용 / 철인왕후 역(아역: 서은솔) - 철종의 왕비.
- 김정현: 철종 역(아역: 김강훈) - 김소용의 남편.

### 김소용 주변 인물
- 차청화: 최 상궁 역 - 중궁전 상궁.
- 채서은: 홍연 역 - 중궁전 나인.

### 철종 주변 인물
- 유민규: 영평군 역 - 철종의 이복형이자 금위대장이자 삼정이정청 총제관 , 후궁인 조화진을 연모한다.
- 이재원: 홍별감 역 - 철종의 강화도 시절 친구이자 사령탑. 어영청의 별감

### 안동 김문
- 배종옥: 순원왕후 역 - 철종의 할머니이자 김좌근의 누나.
- 김태우: 김좌근 역 - 순원왕후의 남동생. 최종 보스.
- 나인우: 김병인 역 - 김좌근의 양자로 들어와 소용과는 사촌 남매 지간, 소용을 연모한다. 살수에 의해 피살.
- 전배수: 김문근 역 - 소용의 아버지. 물욕이 엄청나 별칭으로 포물대감이라 불린다.
- 유영재: 김환 역 - 소용의 나인인 홍연을 연모한다.
- 김방원: 살수 역 - 내관이자 김좌근의 최측근에서 온갖 나쁜 일을 도맡아 한다. 하관의 상처가 특징이며 약물에 중독된 것을 김좌근이 이용하여 그를 쥐락펴락하고있다.
- 송민형: 김병학 역 - 영의정
- 강지후: 김석근 역 - 좌의정
- 손광업: 김창혁 역 - 전 병조판서, 김좌근과 함께 삭탈관직당했으나 순원왕후의 수렴 재개로 금위대장에 봉해진다.
- 이도훈: 김혁주 역 - 김창혁의 아들. 김병인의 한때 절친했던 친구.

### 풍안 조문
- 설인아: 조화진 역 - 철종이 강화도로 유배 가기 전 운명처럼 마주친 철종의 첫사랑. 후궁으로 책봉됐다.
- 조연희: 조 대비 역 - 헌종의 어머니. 온갖 미신을 다 믿는다.
- 고인범: 조만홍 역 - 우의정, 풍안조문의 실세
- 김광식: 조덕문 역 - 이조판서
- 성민수: 조대수 역 - 부승지. 조화진의 아버지

### 현대 청와대
- 이철민: 한표진 실장/한심옹 역 - 청와대 비서실장 / 조선시대 매관매직을 위해 김좌근의 명을 따른다.
- 김준원: 부승민 역 - 청와대 소속 요리사. 한표진과 모의하여 장봉환에게 온갖 사건을 뒤집어 씌웠다. 장봉환한테 조리 실력으로 밀려 찬 밥이 된 것을 분하게 여기고 있다.

### 수라간 사람들
- 김인권: 만복 역 - 중인 출신의 궁중요리 전문가이자 대령숙수.
- 강채원: 담향 역 - 소용이 아끼는 애기나인, 소용이 신조어를 가르쳐서 말투가 변했다.
- 노재훈: 숙수 역
- 지호성: 숙수 역

### 그 외
- 김주영: 오월 역 - 화진의 지밀나인, 화진에 대한 충성심이 지나쳐 궐내에 화진이 중전 김소용을 호수에 밀쳐 빠뜨렸다는 소문이 퍼지자 분해서 소용이 화진을 모함하기 위해 일부러 화진이 지나가는 순간 호수에 빠진 것이라는 헛소문을 퍼트린다.
- 하민: 박씨 의녀 역 - 표면적으로는 안송 김씨를 위해서 일하는 사람. 김좌근이 눈과 귀를 멀게 하여 순원왕후에게 바쳤다고 한다. 하지만 청력을 완전히 상실한 것은 아니었고, 안송 김씨의 여러 얘기를 들어서 철종에게 물어다준다.
- 윤기원: 궁중 어의 역
- 윤진호: 상선 역 - 내시부 종2품 환관. 김좌근에게 주기적으로 철종의 근황을 보고했으나 지금의 왕이 자신이 알던 왕이 아님을 깨닫고 충성을 맹세했다.
- 윤봉길: 도설리 역 - 내시부 사옹원의 내시. 진상품과 음식을 담당하는 내시들의 우두머리.
- 전영미: 전 상궁 역 - 통명전 상궁, 대왕대비인 순원왕후를 보좌하는 상궁.
- 이승아: 한 상궁 역 - 대비인 신정왕후를 보좌하는 상궁.
- 오지영: 고 상궁 역 - 조화진을 보좌하는 상궁.
- 손소망: 강 나인 역 - 중궁전 지밀나인, 대비전과 김좌근의 사주로 김소용을 감시하는 첩자.
- 이태검: 김 내시 역 - 소용이 춘당지에 물을 채우라는 명을 맡은 내시.
- 최환이: 조 내시 역 - 희정전에서 철종을 보필하던 내시.
- 김용진: 사복시 내시 역 - 소용이 식가마를 주문했던 사복시의 내시.
- 정혜지: 이 나인 역 - 가짜 오월의 시체를 우물에서 찾은 나인.
- 이효빈: 민자현 역 - 철종의 후궁, 숙의 민씨. 경기도 여주목을 기반으로 한 여흥 민씨 가문 출신이다. 소용이 뽑은 섹시파 후궁.
- 김예지: 윤경옥 역 - 철종의 후궁, 숙의 윤씨. 경기도 파주목을 기반으로 한 파평 윤씨 가문 출신이다. 소용이 뽑은 청순파 후궁.
- 강다현: 홍심향 역 - 철종의 후궁, 숙의 홍씨. 경기도 남양도호부를 기반으로 한 남양 홍씨 가문 출신이다. 소용이 뽑은 큐티파 후궁.
- 유정호: 담향이 아버지 역 - 김병인 무리를 피해 쓰러진 철종의 생명의 은인. 약초꾼으로 가장하고 있지만 실은 동학도들의 우두머리이다.
- 이은주: 담향이 어머니 역
- 이찬유: 동학도 역 - 담향이 아버지가 죽을 경우 다음 우두머리가 될 아이.
- 백재진: 만물상 주인 역
- 김난희: 보살 역 - 조 대비의 명으로 소용 안에 요물이 들었다며 저주 굿을 한 보살.
- 최요한: 스님 역 - 조 대비가 보살 대신 부른 스님.
- 김수현: 삼월이 역 - 화진이 출궁 후 사가의 어린 몸종.
- 김승완: 배민 역 - 식가마 라이더
- 구자건: 식가마 라이더 역
- 문학진: 식가마 라이더 역
- 박지홍: 도적 역 - 철종과 김소용이 저잣거리에서 만났던 도적.
- 구본진: 도적 역 - 철종과 김소용이 저잣거리에서 만났던 도적.
- 황동주: 수염 사내 역 - 김환에게 음란한 물건을 팔다 종사관에게 걸려 김환과 같이 옥에 갇혔던 사내.
- 문창준: 이생방 역 - 김환이 이생망(김소용)을 찾다 우연히 찾게 된 사람.
- 김재호: 호위무사 역 - 금위영 소속으로 철종을 돕던 호위무사.
- 한상조: 호위무사 역 - 금위영 소속으로 철종을 돕던 호위무사.
- 양준석: 의금부 관원 역 - 김병인을 보좌하던 의금부 관원.
- 권용운: 철종의 후궁 숙의 홍씨의 아버지 역
- 김진호: 철종의 후궁 숙의 윤씨의 아버지 역
- 이승진: 수문장 역
- 윤정로: 수문장 역
- 장용복: 상의원 관원 역
- 서동석: 박형사 역
- 한지호: 이형사 역
- 김승욱

### 특별 출연
- 최진혁: 장봉환 역 - 청와대 셰프. 봉환을 잡으러 온 사람들 (바뀐 미래에서는 한실장)과 실랑이를 벌이다 물에 떨어져 조선시대 중전의 몸에 들어가 다양한 일들을 겪지만, 나중엔 다시 돌아가게 된다.

## 제작진
제작사
- YG STUDIOPLEX
- 크레이브웍스

제작
- 함정엽, 한광호 (YG STUDIOPLEX)
- 김동현, 전규아 (크레이브웍스)

연출
- 윤성식
- 장양호

극본
- 박계옥
- 최아일

## 시청률
최저 시청률과 최고 시청률은 시청률 조사회사와 지역별로 시청률에 차이가 있을 수 있습니다.
| 2020년      | 2020년      | 2020년                   | 2020년         | 2020년       |
| 회차        | 방송일      | 부제 (서브 타이틀)       | AGB 시청률     | AGB 시청률   |
| 회차        | 방송일      | 부제 (서브 타이틀)       | 대한민국(전국) | 서울(수도권) |
| ----------- | ----------- | ------------------------ | -------------- | ------------ |
| 제1회       | 12월 12일   | 이상한 나라의 장봉환     | 8.030%         | 8.657%       |
| 제2회       | 12월 13일   | 아무도 모른다            | 8.800%         | 9.527%       |
| 제3회       | 12월 19일   | 적과의 동침              | 9.022%         | 9.709%       |
| 제4회       | 12월 20일   | 너무 많이 아는 남자      | 10.447%        | 11.414%      |
| 제5회       | 12월 26일   | 상처받기 쉬운 발꿈치     | 11.337%        | 11.953%      |
| 제6회       | 12월 27일   | 이해와 오해의 사이       | 11.805%        | 12.549%      |
| 2021년      |             |                          |                |              |
| 제7회       | 1월 2일     | 가면                     | 12.414%        | 13.250%      |
| 제8회       | 1월 3일     | 위험한 관계              | 12.271%        | 12.953%      |
| 제9회       | 1월 9일     | 빛과 어둠                | 12.066%        | 13.014%      |
| 제10회      | 1월 10일    | 악몽을 살다              | 12.836%        | 14.014%      |
| 제11회      | 1월 16일    | 용서받지 못한 자         | 12.517%        | 13.354%      |
| 제12회      | 1월 17일    | 검 위에서 춤추다         | 13.224%        | 14.252%      |
| 제13회      | 1월 23일    | 내일은 없다              | 12.797%        | 13.809%      |
| 제14회      | 1월 24일    | 죽어야 사는 여자         | 13.623%        | 15.061%      |
| 제15회      | 1월 30일    | 이 구역의 미친 X         | 14.234%        | 15.933%      |
| 제16회      | 1월 31일    | 올인                     | 14.946%        | 15.872%      |
| 제17회      | 2월 6일     | 임신은 아름다워          | 14.510%        | 15.682%      |
| 제18회      | 2월 7일     | 기억의 역습              | 14.844%        | 15.496%      |
| 제19회      | 2월 13일    | 지옥에서 돌아온 자       | 14.227%        | 15.132%      |
| 제20회      | 2월 14일    | 나 없는 내 인생 (최종회) | 17.371%        | 18.554%      |
| 평균 시청률 | 평균 시청률 | 평균 시청률              | 12.581%        | 13.509%      |

## OST
다음은 오리지널 사운드트랙(OST) 싱글 앨범에 포함된 곡들이며, 정렬기준은 출시 순입니다.
- Part.1 노라조 - 봉환아 (2020.12.13 발매)
- Part.2 장한별 - 마음이 별이 되어 (2020.12.27 발매)
- Part.3 조현아 - Here I am (2021.1.3 발매)
- Part.4 소유 & 박우진 - Puzzle (2021.1.9 발매)
- Part.5 딘딘 - Keep going (2021.1.16 발매)
- Part.6 서도 - 철인시대 (위대한 레시피) (2021.1.17 발매)
- Part.7 시우민 - 나의 유일한 너에게 (2021.1.31 발매)
- Part.8 임한별 - 별들 중에서 (2021.2.7 발매)
- Part.9 문종업 - Venus (feat. 권현빈) (2021.2.13 발매)
- Part.10 김정현 - 첫눈처럼 (2021.2.17 발매)

- 철인왕후: 대나무숲 OST 
  - Part.11 박경리 - But I Miss You (2020.02.27 발매)

- 철인왕후 OST (Various Artist) -(2021.2.17 발매)
  - Part.1 노라조 - 봉환아
  - Part.2 장한별 - 마음이 별이 되어
  - Part.3 조현아 - Here I am
  - Part.4 소유 & 박우진 - Puzzle
  - Part.5 딘딘 - Keep going
  - Part.6 서도 - 철인시대 (위대한 레시피)
  - Part.7 시우민 - 나의 유일한 너에게
  - Part.8 임한별 - 별들 중에서
  - Part.9 문종업 - Venus (feat. 권현빈)
  - Part.10 김정현 - 첫눈처럼
  - Track.11 하울 (HowL) - Mr.Queen
  - Track.12 하울 (HowL) - Secret of the well
  - Track.13 DL - Conspiracy
  - Track.14 하울 (HowL) - Palace
  - Track.15 하울 (HowL) - No touch
  - Track.16 하울 (HowL) - Iron tango
  - Track.17 하울 (HowL) - Lost memory
  - Track.18 하울 (HowL) - Other world
  - Track.19 DL - Rebellion
  - Track.20 DL - Toy soldier

## 참고 사항
- 배종옥, 신혜선은 영화 《결백》에 이어서 두 번째로 호흡을 맞추게 되었다.
- 윤성식 PD와 송민형은 KBS 2TV 주말 드라마 《최고다 이순신》, KBS 2TV 수목 드라마 《각시탈》에 이어서 다시 한 번 호흡을 맞추는 계기가 되었다.
- 극중 신정왕후가 온갖 미신을 믿는 인물로 묘사되었다며[2] 강력 대응을 경고한 풍양 조씨 종친회의 입장이 나온 이후 각각 풍안 조문과 안송 김문으로 변경하였다.
- 김정현, 설인아는 드라마 《학교 2017》에 이어 두번째로 다시 호흡을 맞추었다.
- 드라마 종영 이후엔, 역사 왜곡 시비 문제로 인한 다시보기 서비스를 전면 중단하였다가, 이듬해 12월 다시 재업로드하여 서비스를 재개했다.

## 수상 및 후보
| 연도 | 시상식              | 부문                     | 수상자(작) | 결과 | 출처 |
| ---- | ------------------- | ------------------------ | ---------- | ---- | ---- |
| 2021 | 제57회 백상예술대상 | TV부문 여자 최우수연기상 | 신혜선     | 후보 |      |
| 2021 | 제57회 백상예술대상 | TV부문 여자 조연상       | 차청화     | 후보 |      |

## 같이 보기
- 대한민국의 텔레비전 드라마 목록 (ㅊ)
- 2020년 대한민국의 텔레비전 드라마 목록
- 태자비승직기
- 시간 여행